# Latzfonser Kreuz

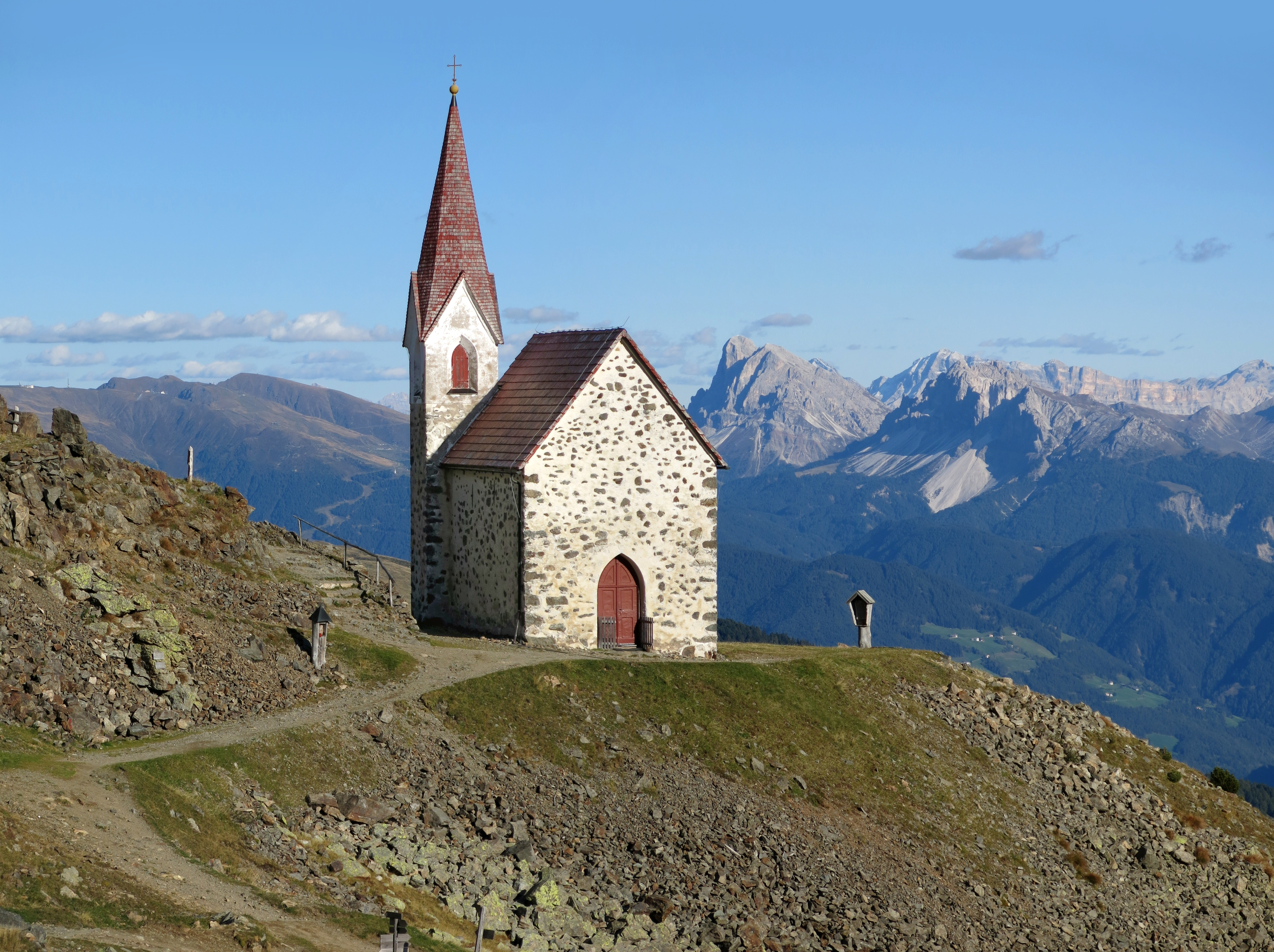
Wegekreuz und Wallfahrtskirche beim Latzfonser Kreuz

Das Latzfonser Kreuz (ital. Santa Croce di Lazfons) ist eine Pilgerstätte in den Sarntaler Alpen in Südtirol an der Südflanke der Kassianspitze. Es steht auf einer Höhe von 2300 m s.l.m. wenig unterhalb der Lückl-Scharte, einem Übergang zwischen dem Tinnetal und dem Durnholzer Tal bzw. großräumiger dem Eisacktal und dem Sarntal. Dort befinden sich heute eine Wallfahrtskirche und das Schutzhaus Latzfonser Kreuz. Das Kirchlein am Latzfonser Kreuz, Heiligkreuz auf Ritzlar, ist die höchstgelegene Wallfahrtskirche Südtirols und die Pilgerstätte zählt zu den höchsten Europas – in den Ostalpen liegt die Wallfahrtskirche von Ziteil (2429 m) etwas höher, in den Westalpen gibt es noch höher gelegene Kapellen, beispielsweise auf dem Rocciamelone.
Alljährlich wird im Juni beim sogenannten „Gerichtsumgang“ der Schwarze Herrgott, ein schwarzes, geschnitztes gotisches Holzkreuz, von der Dorfkirche in Latzfons in die Wallfahrtskirche gebracht, wo es den Sommer über verbleibt.

## Geschichte
Wann am Bergstock der Kassianspitze die ersten Menschen beteten, ist nicht genau bekannt. Manche Forscher vermuten, dass eine kleine Felshöhle in der Nähe der Schutzhütte eine prähistorische Kultstätte gewesen sein könnte. Mittelsteinzeitliche Funde – beispielsweise von der nahe gelegenen Fortschellscharte – oder ein bronzezeitlicher Schmelzplatz etwas weiter südlich belegen, dass das Gebiet bereits in vorgeschichtlicher Zeit von Menschen aufgesucht wurde.

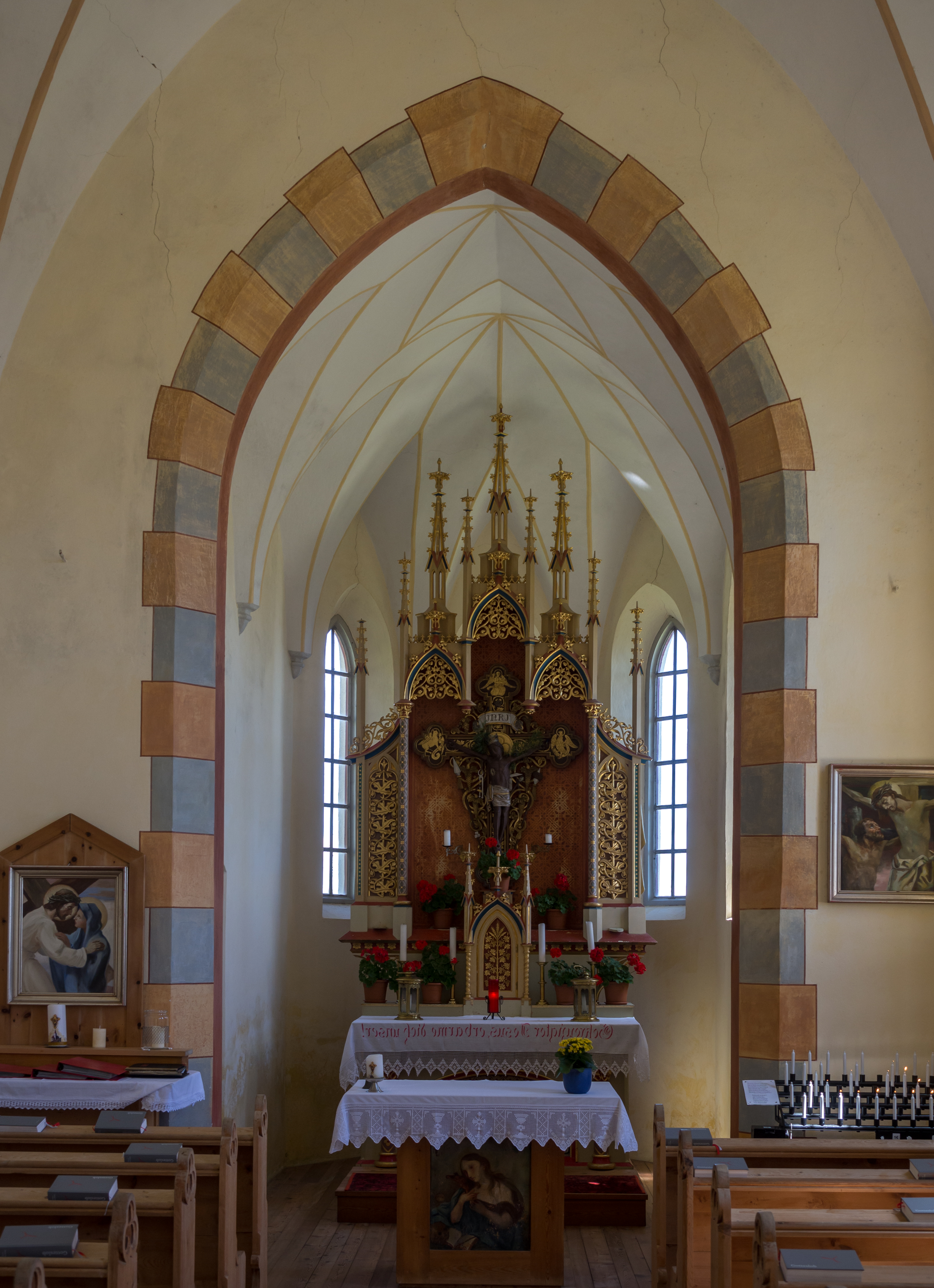
Inneres der Wallfahrtskirche, im neugotischen Hochaltar der Schwarze Herrgott

Der Sage nach ließ der Latzfonser Pfarrer um das Jahr 1700, nachdem drei Sommer nacheinander Hagel die Ernte zerstört hatte, nach einem Herrgottsbild suchen, das bislang vernachlässigt worden war. In der Totenkapelle fand man dann tatsächlich unter altem Gerümpel den Schwarzen Herrgott, eine mit einem Gemisch aus Ochsenblut und Pech bemalte Holzskulptur des Gekreuzigten. Dieses Kreuz wurde in einer großen Prozession zum sogenannten Kaserbild gebracht, um es zur Abwendung der Unwetter aufzustellen. Nach der Sage schüttelte der Herrgott zum Ausdruck des Missfallens über diesen Aufstellungsort den Kopf. Auch Kompatsch, der Ort, an dem sich heute die Klausner Hütte befindet, missfiel ihm. Erst weit oben, auf den Böden unterhalb des Ritzlar, schien ihm der Platz genehm zu sein.
Der an diesem sehr dem Wetter ausgesetzten Ort stehende Schwarze Herrgott lockte bald immer mehr Pilger an. Nicht nur die Hirten von den nahe gelegenen Almen, sondern auch Leute aus weiter entfernten Dörfern suchten diesen Ort auf. 1743 baute man zum Schutz des Kreuzes eine kleine Kapelle, und um 1800 errichtete die Gemeinde Latzfons daneben für die immer zahlreicheren Wallfahrer die erste Unterkunft. 1850 brannte dieses Schutzhaus nieder, ein Mann, der möglicherweise den Brand ausgelöst hatte, kam in den Flammen um. Bald wurde das Schutzhaus wieder aufgebaut und im Zuge dieser Bautätigkeiten wurde die ursprüngliche, baufällig gewordene Kapelle durch eine stattlichere Bergkirche ersetzt, die 1869 nach zweijähriger Bauzeit geweiht wurde. Der Schwarze Herrgott wurde nun alljährlich freitags nach Fronleichnam in einer feierlichen Bittprozession in diese Kirche hinaufgetragen und im Oktober wieder nach Latzfons zurückgebracht.

Angebote des Alpenvereins um die Wende zum 20. Jahrhundert, die Hütte zu übernehmen, wurden von der Gemeinde Latzfons abgelehnt. 1947 musste das Schutzhaus jedoch endgültig geschlossen werden, da es in schlechtem Zustand war. Der Pfarrer Bartholomäus Terzer erwarb für die Pfarrei den zerfallenen Bau und errichtete mit Unterstützung der Bevölkerung das heutige Haus, das 1952 eingeweiht wurde.

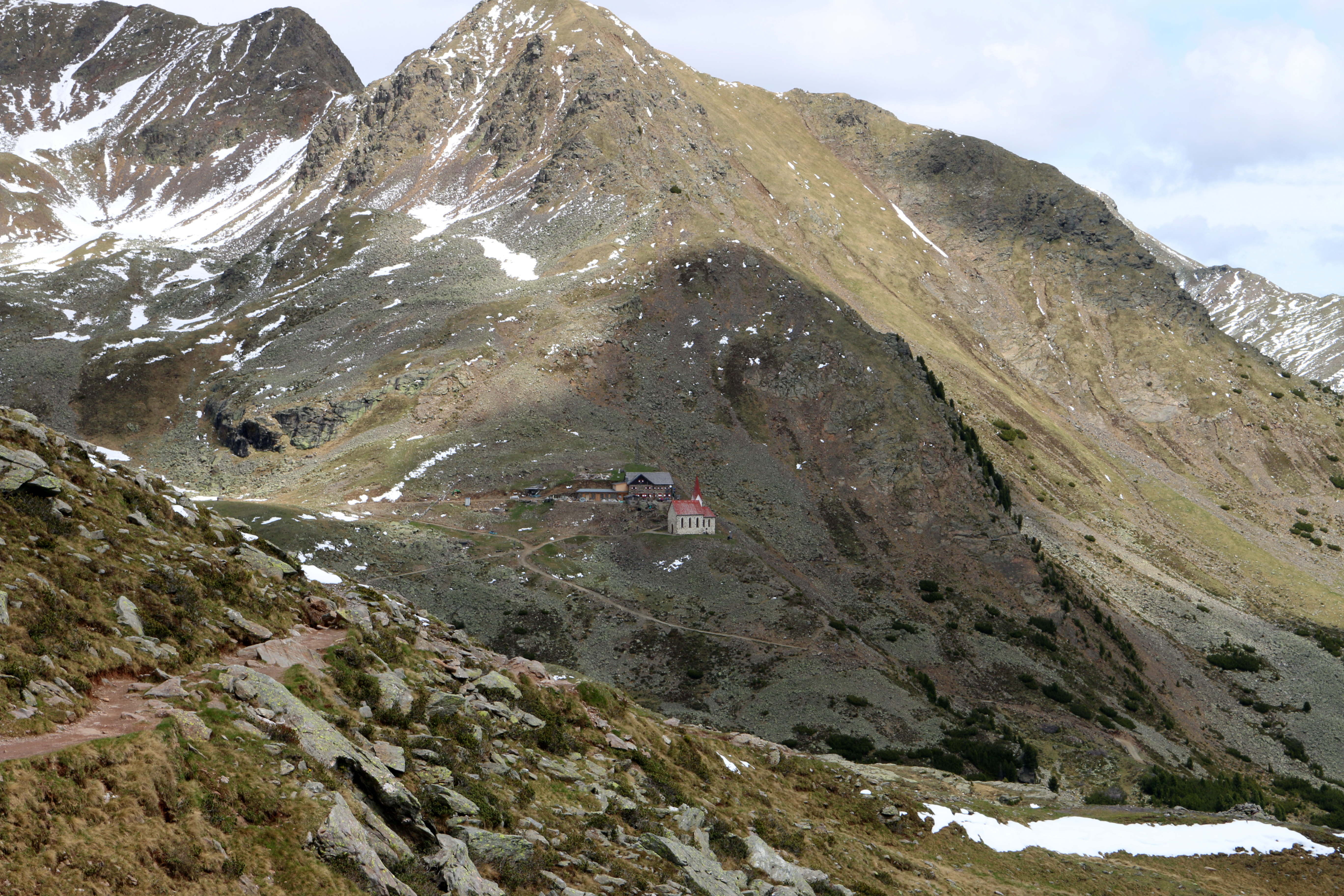
Kirche und Schutzhütte am Latzfonser Kreuz

## Erreichbarkeit
Der übliche Anstieg führt von Latzfons über die Klausner Hütte. Etwas oberhalb der Klausner Hütte beginnt ein Kreuzweg, der mit fünfzehn Stationen hinauf zum Latzfonser Kreuz führt. Der Anstieg von Latzfons beansprucht knapp drei Stunden Gehzeit. Höher gelegene Ausgangspunkte verkürzen der Aufstieg, wie beispielsweise der Parkplatz Kasereck (1959 m), von dem aus die Gehzeit gegenüber dem Anstieg von Latzfons halbiert wird. Ein weiterer beliebter Anstieg beginnt in Reinswald im Sarntal und führt über die Getrumalm und die Lücklscharte (2376 m) zum Latzfonser Kreuz.